# Beichspitza
Beichspitza är en bergstopp i Schweiz. Den ligger i distriktet Raron och kantonen Valais, i den centrala delen av landet, 70 km sydost om huvudstaden Bern. Toppen på Beichspitza är 3 205 meter över havet.